# Arrondissement di Nevers
L'arrondissement di Nevers è una suddivisione amministrativa francese, situata nel dipartimento della Nièvre e nella regione della Borgogna-Franca Contea.

## Composizione
L'arrondissement di Nevers raggruppa 83 comuni in 13 cantoni:
- cantone di Decize
- cantone di Dornes
- cantone di Guérigny
- cantone di Imphy
- cantone di La Machine
- cantone di Nevers-Centre
- cantone di Nevers-Est
- cantone di Nevers-Nord
- cantone di Nevers-Sud
- cantone di Pougues-les-Eaux
- cantone di Saint-Benin-d'Azy
- cantone di Saint-Pierre-le-Moûtier
- cantone di Saint-Saulge